# 鎌倉市役所
鎌倉市役所（かまくらしやくしょ）は、神奈川県鎌倉市の執行機関としての事務を行う施設である。

## 概要
2028年に村岡新駅（藤沢市域だが鎌倉市境に近い）周辺の開発に合わせ移転する予定だったが、詳細は未定。市役所の支所として腰越行政センター、深沢行政センター、大船行政センター、玉縄行政センターがある。

## 沿革
- 1969年（昭和44年） - 現在の庁舎が竣工。
- 2021年（令和3年）度 - 新庁舎周辺の土地区画整理事業が都市計画決定。
- 2022年（令和4年）
  - 9月 - 鎌倉市新庁舎等整備基本計画を策定[1]
  - 12月 - 鎌倉市議会で移転条例改正案を否決[2]

## 組織

### 市長部局

#### 共生共創部
- 企画課
  - 企画担当
- 行政マネジメント課
- デジタル戦略課
- 政策創造課
  - 政策創造担当
  - スマートシティ担当
- 秘書課
  - 秘書担当
- 広報課
  - 広報担当
- 地域共生課
  - くらしと福祉の相談担当
  - 人権・男女共同参画担当
  - 消費生活担当
- 文化課
  - 文化担当

#### 総務部
- 総務課
  - 総務担当
  - 市政情報担当
  - 統計担当
  - 法制担当
  - 審査担当
- 財政課
  - 財政担当
  - ふるさと寄附金担当
- 職員課
  - 人財育成担当
  - 労務担当
- コンプライアンス課
  - コンプライアンス担当
- 公的不動産活用課
  - 公的不動産活用担当
  - 公的不動産維持担当
  - 財産管理担当
- 契約検査課
  - 契約担当
  - 検査担当
- 納税課
  - 税制担当
  - 納税担当
  - 債権管理担当
- 市民税課
  - 市民税担当
- 資産税課
  - 資産税担当
  - 土地評価担当
  - 家屋評価担当

#### 市民防災部
- 地域のつながり課
- 総合防災課
  - 危機管理担当
  - 防災担当
- 観光課
- 商工課
  - 商工担当
  - 勤労者福祉担当
- 市民課
  - 市民担当

#### こどもみらい部
- こども支援課
- 保育課
- こども家庭相談課
- 青少年課
  - 青少年担当
  - 鎌倉青少年会館
  - 玉縄青少年会館
- 発達支援室

#### 健康福祉部
- 福祉総務課
  - 福祉総務担当
  - 福祉政策担当
  - 臨時特別給付金担当
- 生活福祉課
- 高齢者いきいき課
- 介護保険課
- 障害福祉課
- 市民健康課
- 保険年金課
  - 国民健康保険課
  - 後期高齢者医療保険課
  - 年金担当
- スポーツ課
  - スポーツ担当
  - 施設整備担当

#### 環境部
- 環境政策課
  - 環境総務担当
  - 環境政策エネルギー担当
- ごみ減量対策課
- 環境施設課
- 環境保全課
- 環境センター

#### まちづくり計画部
- 市街地整備課
- 深沢地域整備課
- 土地利用政策課
  - まちづくり政策担当
  - 土地利用調整担当
- 都市計画課
  - 都市計画担当
  - 交通政策担当
  - 交通安全担当

#### 都市整備部
- 都市整備総務課
  - 都市整備総務担当
  - 住宅担当
- 道水路管理課
  - 路政担当
- 道水路調査課
- 道路課
  - 整備担当
  - 国県道対策担当
- 下水道経営課
  - 経営計画担当
  - 料金担当
  - 設備担当
- 下水道河川課
  - 下水道担当
  - 河川担当
- 農水課
  - 農水担当
- 作業センター
- 浄化センター

## アクセス
- 横須賀線鎌倉駅西口から徒歩5分
- 江ノ電バス・京急バス鎌倉市役所前から徒歩1分

## 移転計画
市庁舎については鎌倉市深沢地区（鎌倉市寺分字陣出8番8）に移転する計画がある。
2022年（令和4年）9月には鎌倉市新庁舎等整備基本計画が策定され、2028年（令和10年）度の新庁舎供用開始を目指すとした。移転先は市西部、深沢地域のJR深沢工場跡地とされている。移転の理由としては、現在地では津波による浸水の虞があることなどが挙げられている。市民の一部からは、市庁舎が歴史ある旧鎌倉から出ていくことへの反対もある。
2022年12月27日、鎌倉市議会は移転条例改正案を否決した。そのため鎌倉市は従来の移転計画の見直しを検討している。